# Action Dad
Action Dad (Pai Espião no Brasil e O Pai Espião em Portugal) é uma série animada brasileira-americana, produzido pela Toonzone. A estreia no Brasil foi em 1º de setembro de 2012. A estreia nos EUA foi em meados de 2011. A estreia em Portugal foi em 4 de maio de 2013.

## Enredo
A história gira em torno de Liz Ramsey e seu irmão Mick, dois adolescentes normais com duas pequenas exceções: seu pai é um super-herói secreto e sua mãe é uma super-vilã secreta. Apesar de trabalhar para duas agências diferentes (S.H.H.H. e A.R.G.H.), os pais possuem em comum a preocupação de manter seus filhos longe de suas missões.

## Dublagem
| Personagem     | Brasil          | Estados Unidos    |
| -------------- | --------------- | ----------------- |
| Chuck Ramsey   | Ronaldo Júlio   | Michael Donovan   |
| Angela Ramsey  | Carol Crespo    | Sarah Johns       |
| Mick Ramsey    | Matheus Perissé | Ashleigh Ball     |
| Liz Ramsey     | Luisa Palomanes | Chelan Simmons    |
| Barão Von Dash | Sergio Stern    | Ian James Corlett |